# Пери (балет Дюка)
«Пери́» (фр. La Péri) или «Цвето́к бессме́ртия» (фр. La Fleur d'Immortalité; англ. The Flower of Immortality) — одноактный балет (хореографическая поэма (фр. Poème dansé)) в постановке Ивана Хлюстина на музыку и либретто Поля Дюка́. Впервые представлен на концертном спектакле Натальи Трухановой 22 апреля 1912 года в театре Шатле, Париж.

## История
Данный балет следует отличать от одноимённого двухактного балета на музыку Фридриха Бургмюллера по сценарию Теофиля Готье и Жана Коралли в хореографии Жана Коралли (Париж, Опера Ле Пелетье, 1843).
Сергей Дягилев планировал создать балет «Пери», в котором роль Искандера отводилась Вацлаву Нижинскому, предполагая поручить постановка Михаилу Фокину. Заказ на сочинение музыки был отдан Полю Дюка, который советовал назначить на заглавную роль Наталью Труханову. Для этих танцовщиков Лев Бакст написал эскизы костюмов и декорацию. Но Дягилев отказался от своего замысла, считая, что Труханова будет выглядеть недостаточно технично рядом с Нижинским.
Труханова решила воплотить идею, и Дюка издал свою восхитительную партитуру балета с посвящением артистке. Композитор доверил хореографию Ивану Хлюсину, который, следуя эскизам Бакста, сочинил её в духе мимодрамы. Сценография Льва Бакста была заменена декорацией и костюмами Рене Пио.

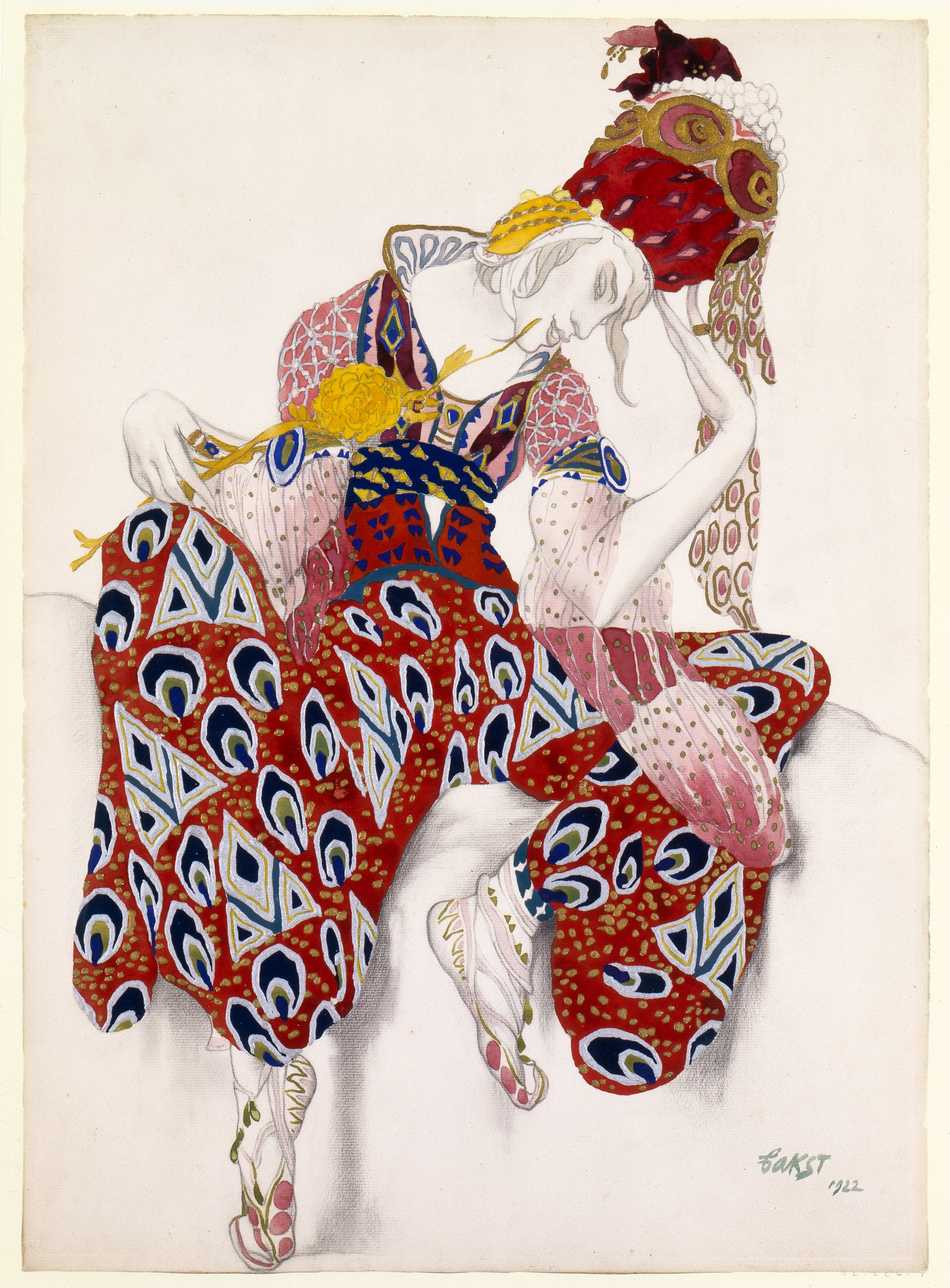
Бакст. Эскиз костюма Искандера для Нижинского, 1911
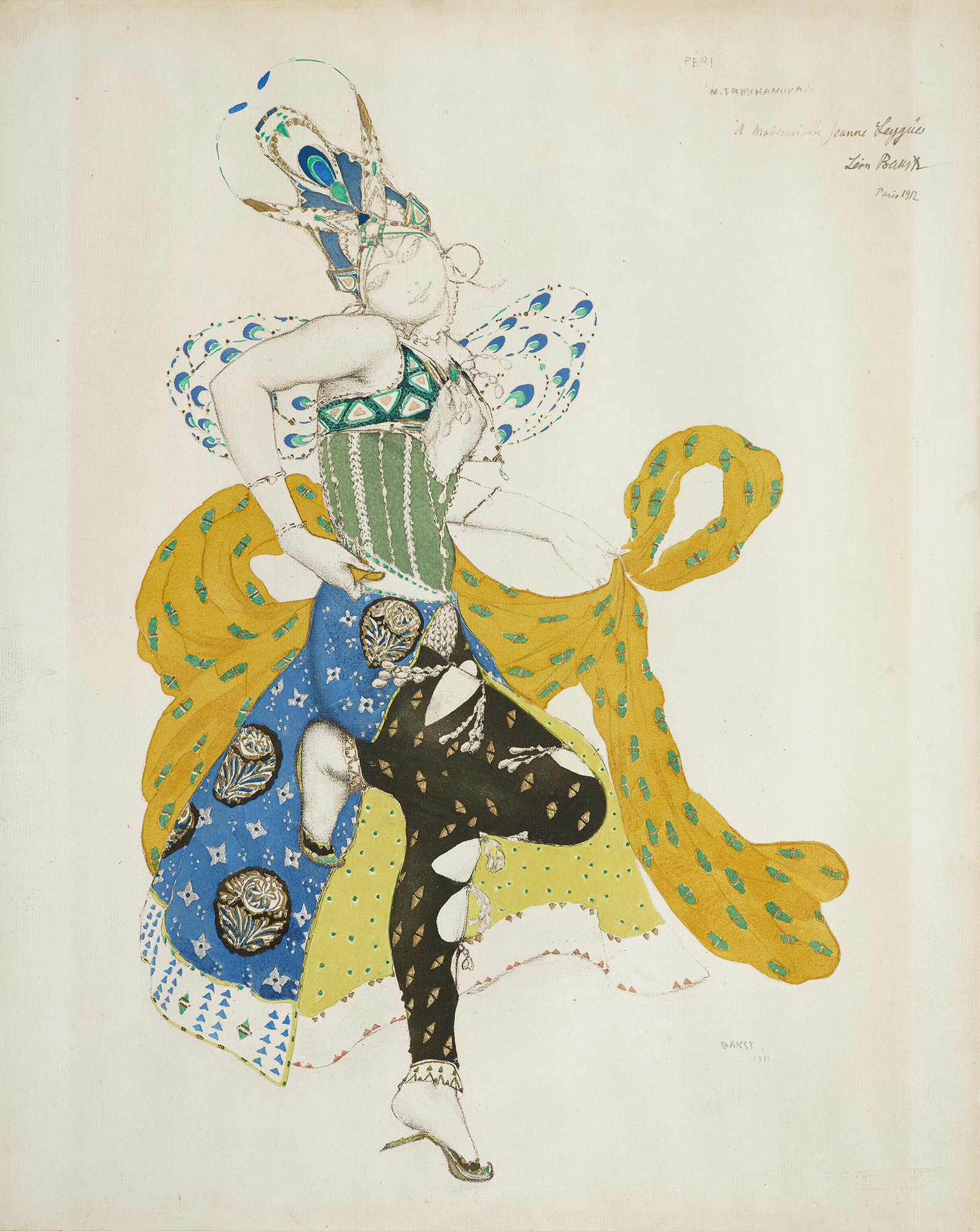
Бакст. Эскиз костюма Пери для Трухановой, 1911

На премьерном спектакле 1912 года Наталья Труханова выступила ещё в трёх балетах в постановке Ивана Хлюсина: «Иштар» Венсана д’Инди, op. 42; «Трагедия Саломеи» Флорана Шмитта, op. 50; и «Аделаида, или Язык цветов» Мориса Равеля, причём каждый из них исполнялся оркестром Ламурё под управлением соответствующего композитора.

## Либретто
Композитор создал либретто хореографической поэмы «Пери» в 1911 году.
Рассказывают, что астрологи предсказали Искандеру (так в Азии именовали Александра Македонского), что с годами его звезда станет тускнеть. Посему царь отправился в Персию на поиски цветка бессмертия. Много времени прошло в безуспешных поисках, пока он не очутился на краю земли, где под облаками бушует только одно море. Единственное, что ему оставалось — подняться по ступеням к святилищу Ормузда, где возлежала спящая Пери, держа в руках светящийся цветок. Это был сравнимый с изумрудом лотос, который переливался, как морские волны в лучах солнца.
Искандер тихо склонился и вытянул цветок из рук девы, который засветился сквозь его пальцы, как полуденное небо сквозь листья деревьев. Но тут Пери открыла глаза и издала пронзительный крик: лишившись цветка она не могла возноситься к свету Ормузда. Когда же Искандер увидел её лицо несравненной красоты, то страстно возжелал её в своём сердце. Пери разгадала его желание, поскольку цветок в его правой руке обагрился, выдавая его страсть, и дева осознала, что цветок жизни не предназначался царю.
Чтобы выхватить цветок обратно, Пери взвилась, как пчела, начав танцевать волшебный танец сказочных персидских девушек. Чувства Искандера разделились между жаждой бессмертия и желанием лицезреть сладостные глаза Пери, которая продолжала свой танец, приближаясь настолько, что своим лицом касалась его лица.
Искандер сдался и без сожаления вернул цветок деве. И тогда лотос стал отсвечивать золотом, как снег на вершине Эльбурса в закатных лучах солнца. Пери стала терять свою форму, становясь похожей на язык пламени. Вскоре она почти совсем исчезала, и только виднелась её рука с пламенеющим цветком, который таял на глазах Искандера, предвещая его близкую смерть. Он чувствовал, как его поглощает мрак.

## Премьера

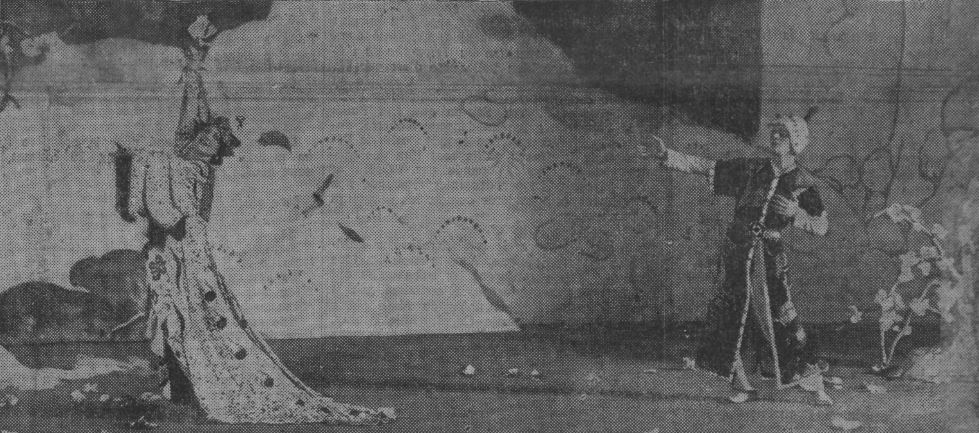
Наталья Труханова и Альфред Бекефи.

- 1912, 22 апреля — первый показ одноактного балета в театре Шатле. Хореография Ивана Хлюстина на музыку и либретто Поля Дюка[5]. Сценография Рене Пио (фр. René Piot)[4]

Главные роли и исполнители:
- Пери — Наталья Труханова[1]
- Искандер — Альфред Бекефи

## Возобновление постановки
20 июня 1921 года в Гранд-Опера́ в Париже состоялось возобновление постановки балета с исполнением заглавной роли Анной Павловой. Декорации оформил Рене Пио, костюмы — Штовиц (Stowitts). Дирижёром выступил французский флейтист и композитор Филипп Гобер, который в качестве вступления к балету добавил сочинение Дюка Fanfare pour précéder La Péri (1912).

## Другие постановки
Музыка балета Дюка была также использована в одноимённых постановках других хореографов: Александра Горского (1918), Лео Стаатса (1921, костюмы Рене Пио), Фредерика Аштона (1931; 1956), Франка Стаффа (F. Staff, 1938), Сержа Лифаря (1946), Иветте Шовире (1955, декорации и костюмы C. Nepo), Юрия Скибина (1966), А. Ительман (A. Itelman, 1968), П. Даррелл (P. Darrell, 1973), Б. Менегатти (Beppe Menegatti с дополнением адажио из симфонии Поля Дюка, 1973).

## Комментарии
1. ↑  Подзаголовок «Цветок бессмертия» не был засвидетельствован в партитуре или программе премьерного спектакля.